# 25087 Kaztaniguchi
25087 Kaztaniguchi (tên chỉ định: 1998 RK17) là một tiểu hành tinh vành đai chính. Nó được phát hiện bởi dự án Nghiên cứu tiểu hành tinh gần Trái Đất Lincoln ở Socorro, New Mexico ngày 14 tháng 9 năm 1998. Nó được đặt theo tên Taniguchi Kazushige.